# Eio Sakata
Eio Sakata (坂田 栄男?, Sakata Eio; Tokyo, 15 febbraio 1920 – Tokyo, 22 ottobre 2010) è stato un giocatore di go giapponese.

## Biografia
Nato ad Tokyo, divenne professionista all'età di 15 anni e iniziò ben presto a primeggiare nell'oteai, vincendolo per la prima volta nel 1937 e altre due volte prima dell'interruzione dovuta alla seconda guerra mondiale.
Nel dopoguerra raggiunse la finale del torneo Honinbo nel 1951, ma venne sconfitto da Utaro Hashimoto per 4-3 nonostante fosse in vantaggio 3-1 dopo le prime quattro partite. Per ancora diversi anni non riuscirà ad aggiudicarsi nessun titolo di alto livello, venendo considerato spesso un giocatore incompleto, perdente al momento decisivo o addirittura una meteora. A partire dal 1961 il suo stile di gioco giungerà a completa maturazione e Sakata si rivelerà uno dei giocatori più dominanti della storia del Go, vincendo almeno una volta tutte le principali competizioni. 
Nel corso della sua carriera si è aggiudicato un totale di 72 titoli, stabilendo un record per il Go giapponese (poi superato da Cho Chikun).
Negli ultimi anni di vita ha scritto molti libri di teoria e divulgazione del go. È morto nel 2010 all'età di 90 anni.

## Titoli
| Nazionali                | Nazionali                                                   | Nazionali                  |
| Torneo                   | Vittorie                                                    | Finalista                  |
| ------------------------ | ----------------------------------------------------------- | -------------------------- |
| Meijin                   | 2 (1963-1964)                                               | 4 (1965–1967, 1979)        |
| Honinbo                  | 7 (1961–1967)                                               | 4 (1951, 1968, 1970, 1975) |
| Ōza                      | 7 (1961, 1963-1964, 1966, 1970–1972)                        | 3 (1956, 1968, 1973)       |
| Jūdan                    | 5 (1966–1968, 1972-1973)                                    | 3 (1969, 1974, 1977)       |
| NEC Cup                  | 1 (1983)                                                    | 1 (1984)                   |
| NHK Cup                  | 11 (1957–1959, 1961-1962, 1964-1965, 1972, 1976-1977, 1982) | 2 (1956, 1970)             |
| Tengen                   | 12 (1955–1961, 1964-1965, 1973–1975)                        | 2 (1962, 1966)             |
| Asahi Pro Best Ten       | 3 (1964, 1967, 1969)                                        | 1 (1968)                   |
| Asahi Top Position       | 3 (1955, 1959, 1961)                                        | 2 (1957, 1960)             |
| Hayago Meijin            | 1 (1956)                                                    |                            |
| Hayago Championship      | 1 (1981)                                                    | 1 (1975)                   |
| Igo Senshuken            | 1 (1958)                                                    |                            |
| Oteai                    | 6 (1937-1938, 1941, 1951, 1953-1954)                        |                            |
| Nihon Saikyo             | 2 (1959, 1961)                                              |                            |
| Japan Asian Airlines Cup | 2 (1979-1980)                                               |                            |
| Igo Japan Series         | 1 (1976)                                                    |                            |
| Nihon Ki-in Daiichii     | 4 (1961, 1963-1965)                                         |                            |
| Top 3                    | 1 (1952)                                                    |                            |
| Top 4                    | 1 (1962)                                                    |                            |
| Nihon Ki-in Highest Dan  | 1 (1951)                                                    |                            |
| Totale                   | 72                                                          | 23                         |